# 达尔德纳克
达尔德纳克（法語：Dardenac，法語發音：[daʁdənak]）是法国吉伦特省的一个市镇，隶属于利布尔讷区。

## 地理
达尔德纳克（44°47'3"N, 0°14'33"W）面积1.5 平方千米，位于法国新阿基坦大区吉倫特省，该省份为法国西南部沿海省份，是法國本土面积最大的省，北起滨海夏朗德省，西临大西洋，南至朗德省，东南接洛特-加龍省，东临多爾多涅省。
与达尔德纳克接壤的市镇（或旧市镇、城区）包括：布莱西尼亚克、代尼亚克、法莱拉。

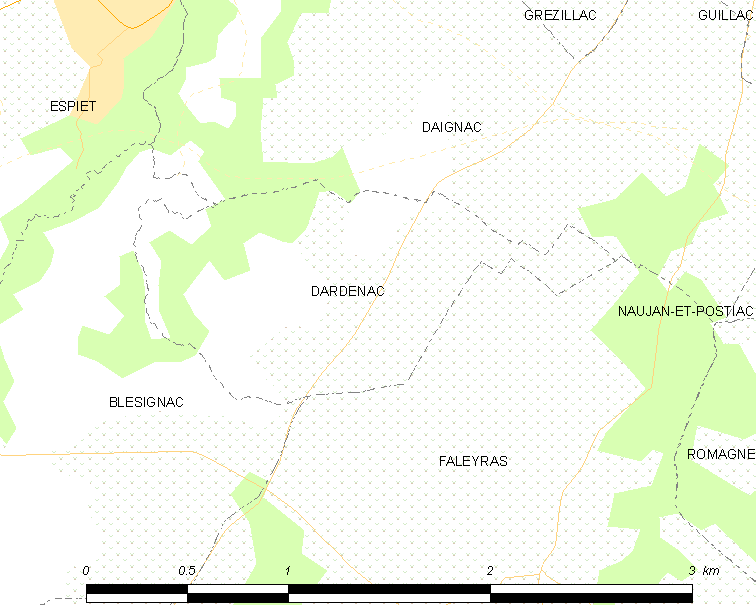
达尔德纳克的OSM定位图

达尔德纳克的时区为UTC+01:00、UTC+02:00（夏令时）。

## 行政
达尔德纳克的邮政编码为33420，INSEE市镇编码为33148。

## 政治
达尔德纳克所属的省级选区为多尔多涅山丘县。

## 人口

1962-2008年间达尔德纳克人口变化图示

达尔德纳克于2022年1月1日时的人口数量为92人。